# 福島電台
福島電台（日语：株式会社ラジオ福島，ラジオふくしま）是日本的一家以福島縣為播出地區的AM廣播電台，簡稱是RFC（Radio Fukusima Co.,Ltd.），識別呼號是「JOWR」。

## 外部連結
- ラジオ福島 （页面存档备份，存于）
- ラジオ福島的X（前Twitter）
- 株式会社ラジオ福島的Facebook專頁